# Olympische Winterspiele 1936/Teilnehmer (Australien)
| Gelbes Symbol für Goldmedaillen mit stilisierten Olympischen Ringen | Graues Symbol für Silbermedaillen mit stilisierten Olympischen Ringen | Braundes Symbol für Bronzemedaillen mit stilisierten Olympischen Ringen |
| ------------------------------------------------------------------- | --------------------------------------------------------------------- | ----------------------------------------------------------------------- |
| —                                                                   | —                                                                     | —                                                                       |

Australien nahm an den IV. Olympischen Winterspielen 1936 in Garmisch-Partenkirchen mit einem Athleten teil. Dies war die erste Teilnahme eines australischen Sportlers bei Olympischen Winterspielen. Der Eisschnellläufer Kenneth Kennedy nahm an drei Wettbewerben teil und konnte dabei keine Medaille erringen.

## Teilnehmer nach Sportarten

### Eisschnelllauf(1)
500 m
- Kenneth Kennedy (Platz 29)

1500 m
- Kenneth Kennedy (Platz 33)

5000 m
- Kenneth Kennedy (Platz 33)